# Saint-Aubin-d’Arquenay
Saint-Aubin-d’Arquenay – miejscowość i gmina we Francji, w regionie Normandia, w departamencie Calvados.
Według danych na rok 1990 gminę zamieszkiwało 567 osób, a gęstość zaludnienia wynosiła 172 osoby/km² (wśród 1815 gmin Dolnej Normandii Saint-Aubin-d’Arquenay plasuje się na 395. miejscu pod względem liczby ludności, natomiast pod względem powierzchni na miejscu 1019.).